# Chionaema harterti
Chionaema harterti là một loài bướm đêm thuộc phân họ Arctiinae, họ Erebidae.